# Rue du Renard (Paris)
Koordinaten: 48° 52′ N, 2° 21′ O
Die Rue du Renard (deutsch Straße des Fuchses) liegt im 4. Arrondissement von Paris im 13. Quartier (Quartier Saint-Merri) des historischen Marais-Viertels.

## Lage
Die Rue de Renard beginnt an der Rue Simon le Franc als Verlängerung der Rue Beaubourg und führt als Einbahnstraße weiter bis zur Rue de Rivoli.

## Namensursprung
Die Straße trägt den Namen deshalb, weil hier ein Schild angebracht war mit einem Renard-qui-Prèche (deutsch Fuchs, der predigt).

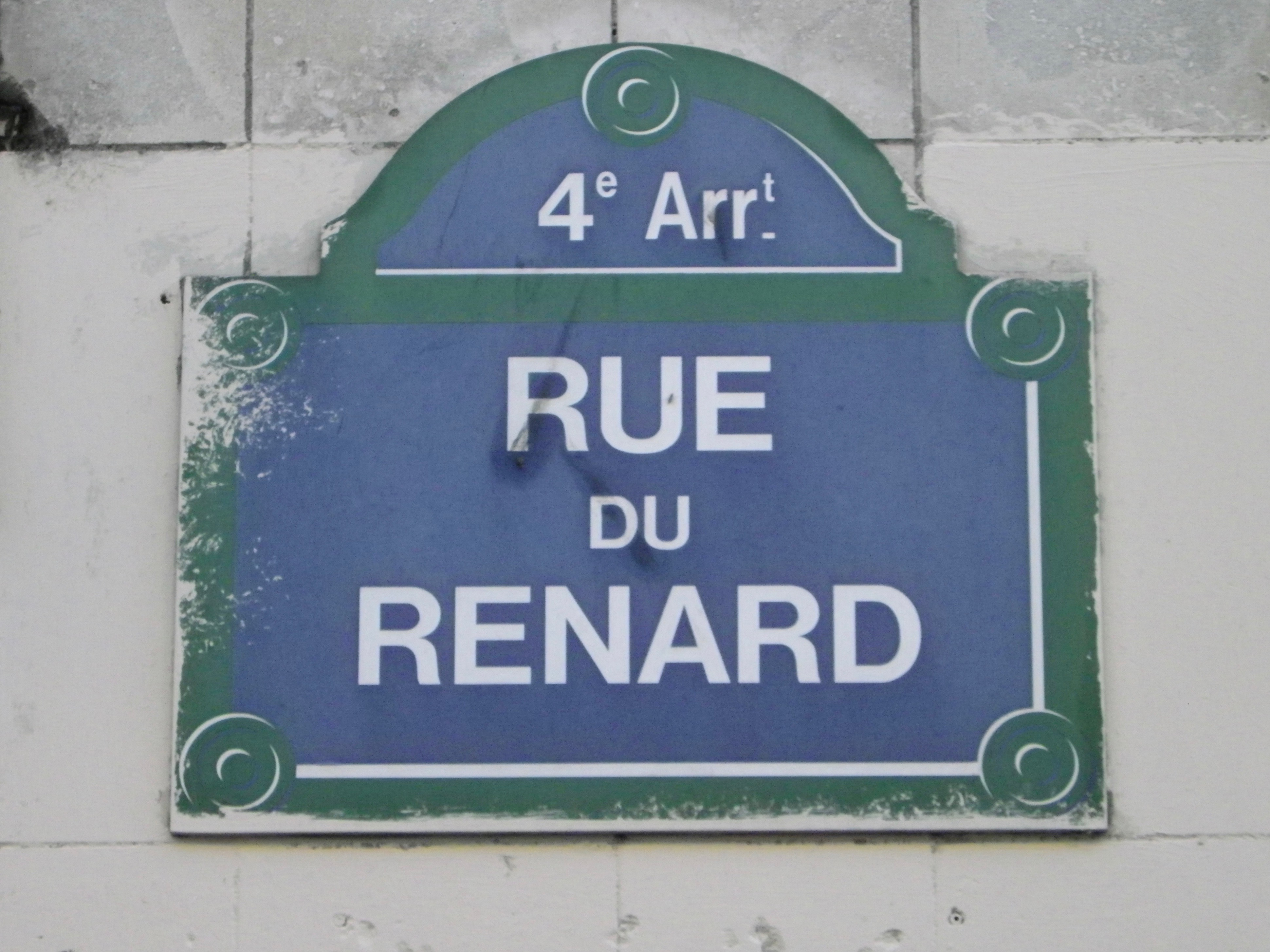
Straßenschild der Rue du Renard
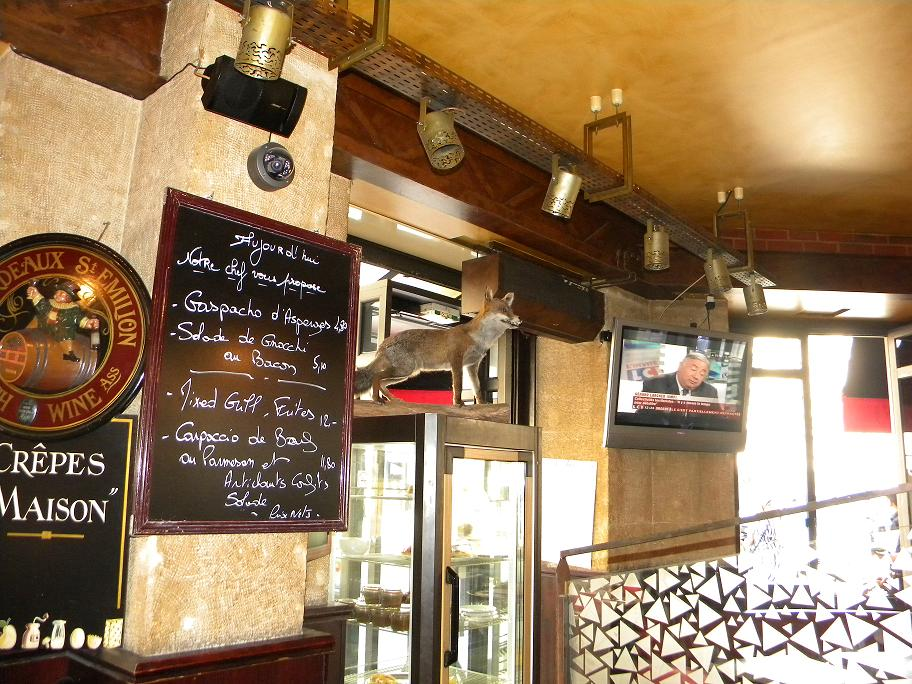
Die Theke der Brasserie Le Renard, 6 Rue du Renard

## Geschichte
Von 1185 bis 1512 findet man die Straße in verschiedenen Texten unter dem Namen «cour Robert-de-Paris». So wird sie im Le Dit des rues de Paris des Guillot de Paris unter diesem Namen aufgeführt.
Ab dem Jahr 1558 nennt Gilles Corrozet diese Straße «rue du Renard-qui-Prèche».
In der Folgezeit trägt sie den einfachen Namen «Rue du Renard», bevor sie den Zusatz «Saint-Merri» bekam. Sie lag schließlich im Quartier Saint-Merri und sollte sich von der Straße Rue du Renard-Saint-Saveur unterscheiden.
Eine Entscheidung des Ministeriums von 13 ventôse an VII (3. März 1799) mit der Unterschrift von Nicolas-Louis François de Neufchâteau legt die Breite der Straße von 7 m fest. Auf königliche Anordnung vom 6. Mai 1836 wird sie dann auf 10 m erweitert, was zur Folge hat, dass viele alte Bauwerke verschwinden mussten und neue Stadthäuser an ihrer Stelle errichtet wurden.
Die gegenwärtige Rue du Renard von 1868 entstand aus zwei Straßen, die zusammengelegt wurden:
- zwischen der Rue de Rivoli und der Rue de la Verrerie: Rue de la Poterie-des-Arcis
- zwischen Rue de la Verrerie und Rue Saint-Merri: Rue du Renard-Saint-Merri.

1899 wird die Straße bis zur Rue Pierre-au-Lard und später (1909) bis zur Rue Simon-le-Franc verlängert. Zusammen mit der Rue Beaubourg bildet sie nun eine durchgehende Verkehrsader.

## Sehenswürdigkeiten
- Nr. 12: Ein im Jugendstil erbautes Gebäude der Architekten Édouard Bauhain und Raymond Barbaud als Sitz der Syndicat de L'Épicerie Française. Als das Syndicat 1980 ausgezogen ist, wurde im Erdgeschoss ein Theater (Théâtre du Renard) eingerichtet.
- Zwischen der Rue Saint Merri und dem Beginn der Rue Beaubourg befindet sich auf der Seite mit ungeraden Ziffern die Rückseite des Centre Georges-Pompidou.

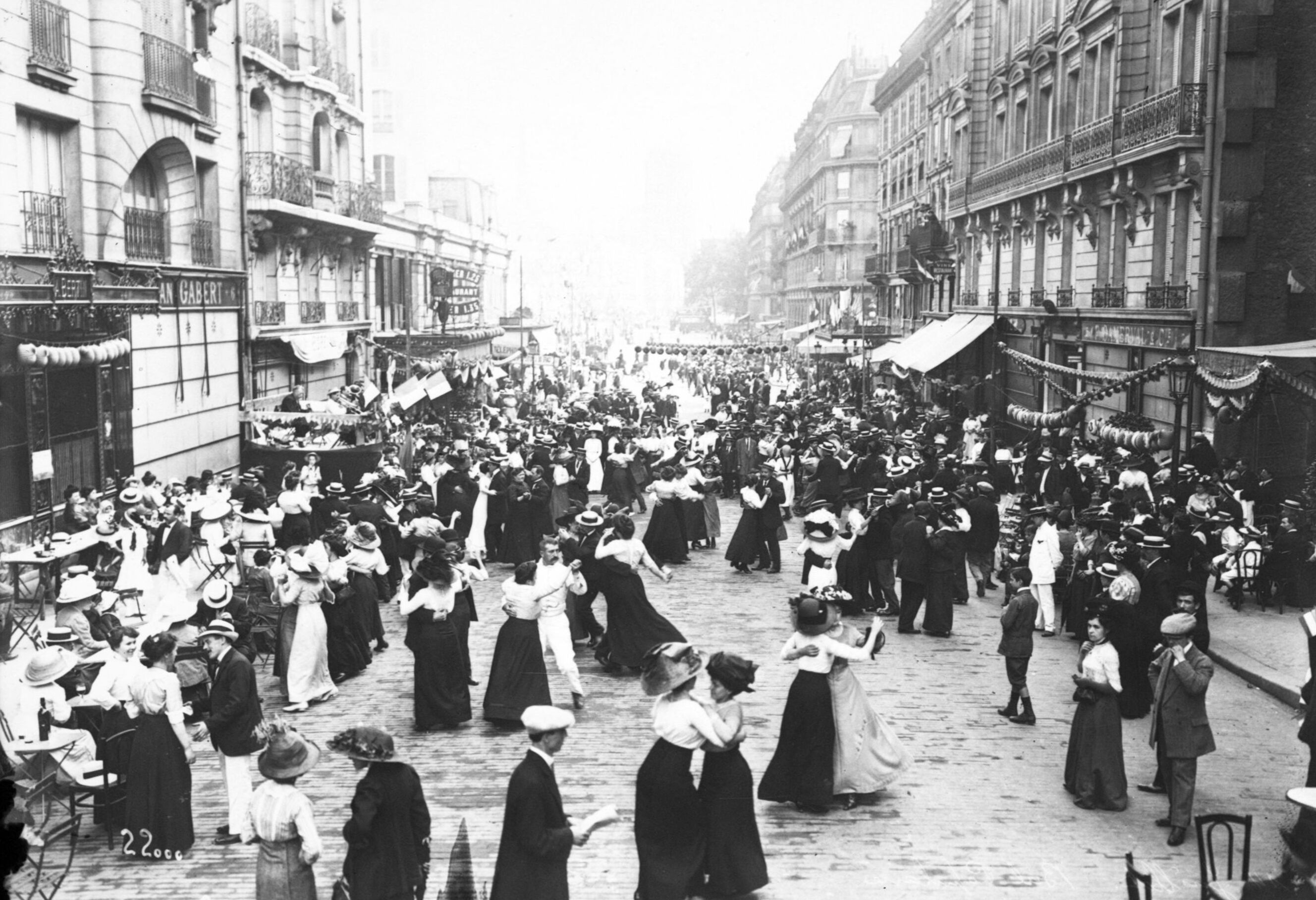
Öffentlicher Ball am 14. Juli 1912 vor Nr. 6 der Rue du Renard, (Agence Rol)
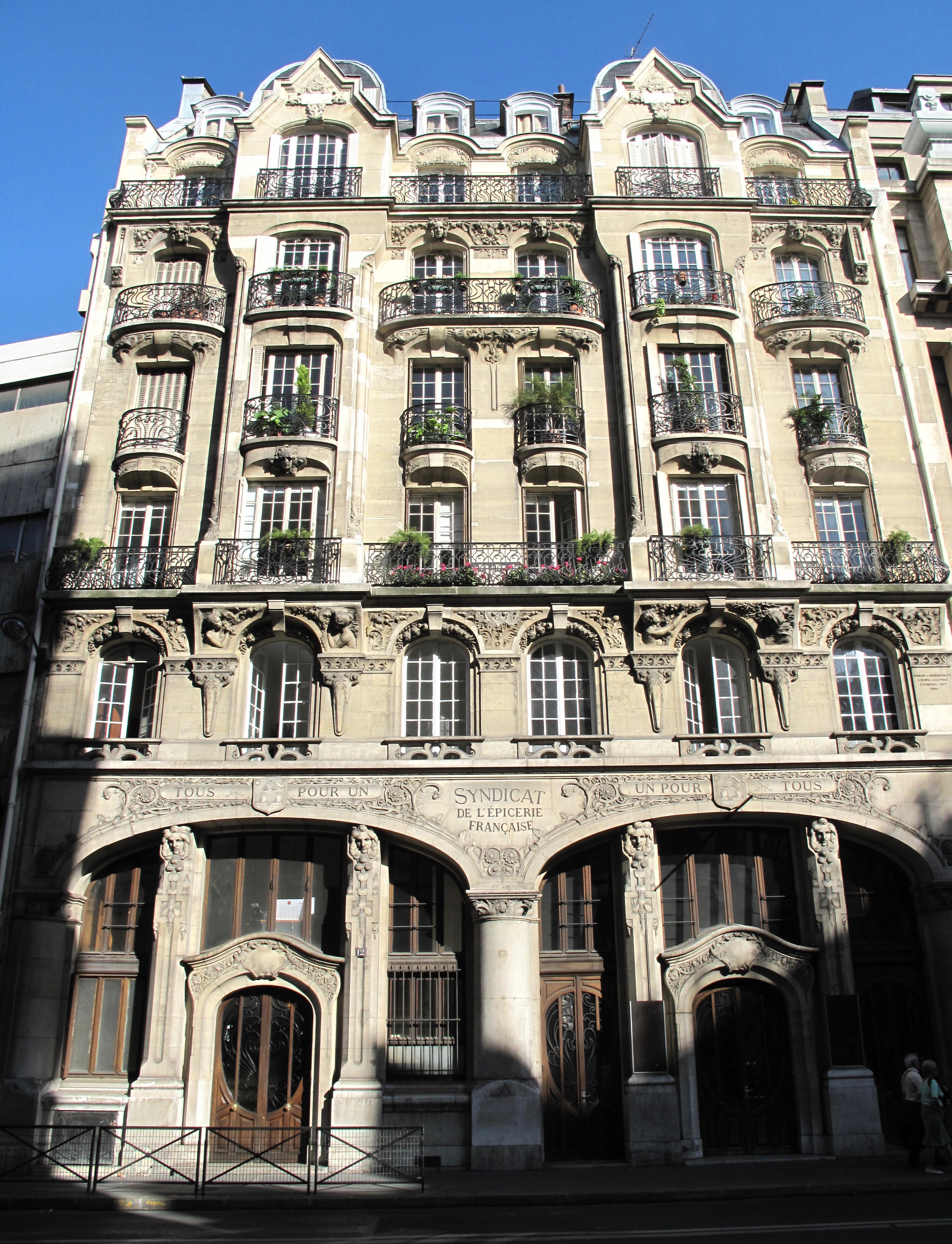
Nr. 12, Gebäude des Syndicat de l'épicerie française
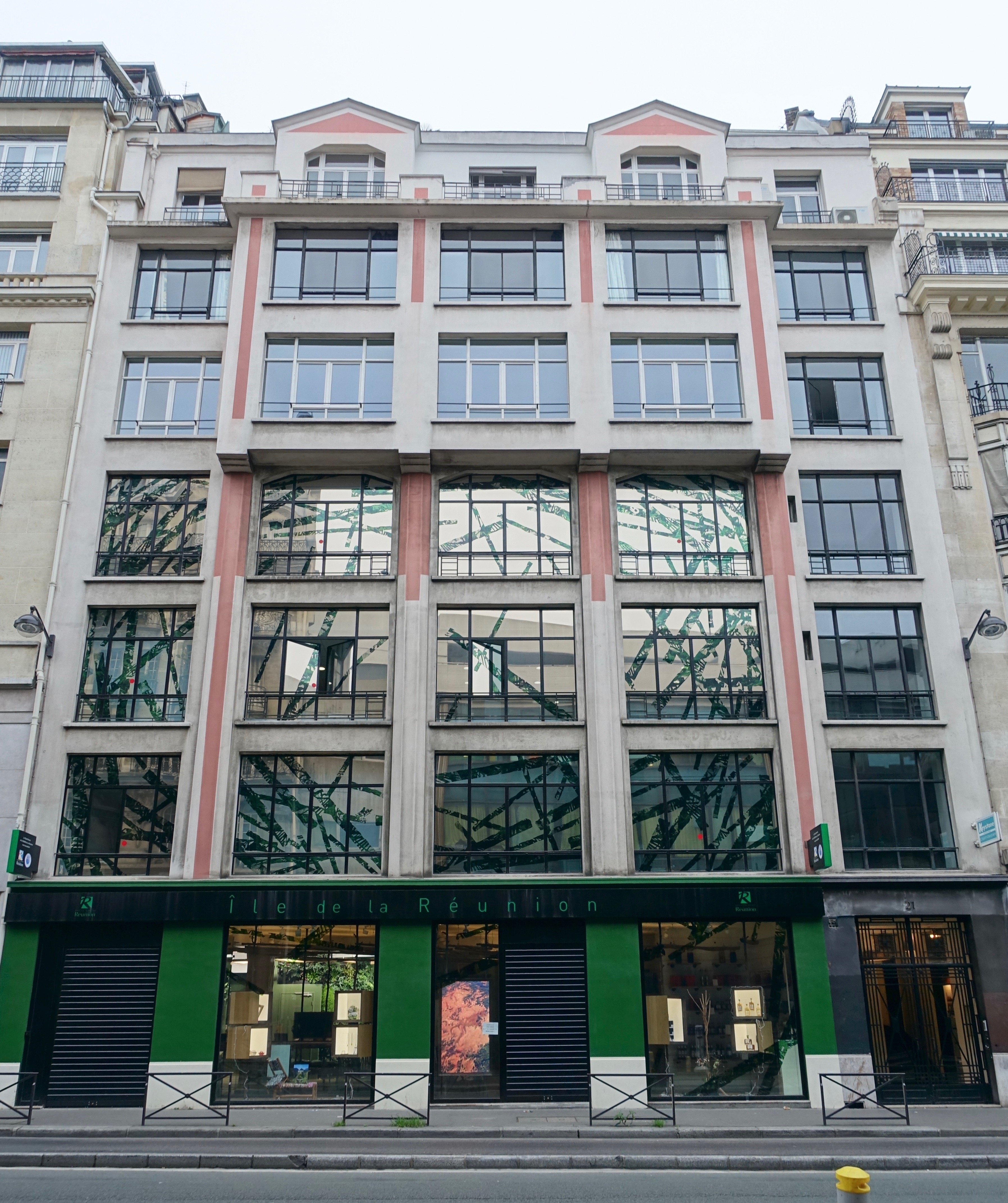
Nr. 21, Haus der Île de la Réunion
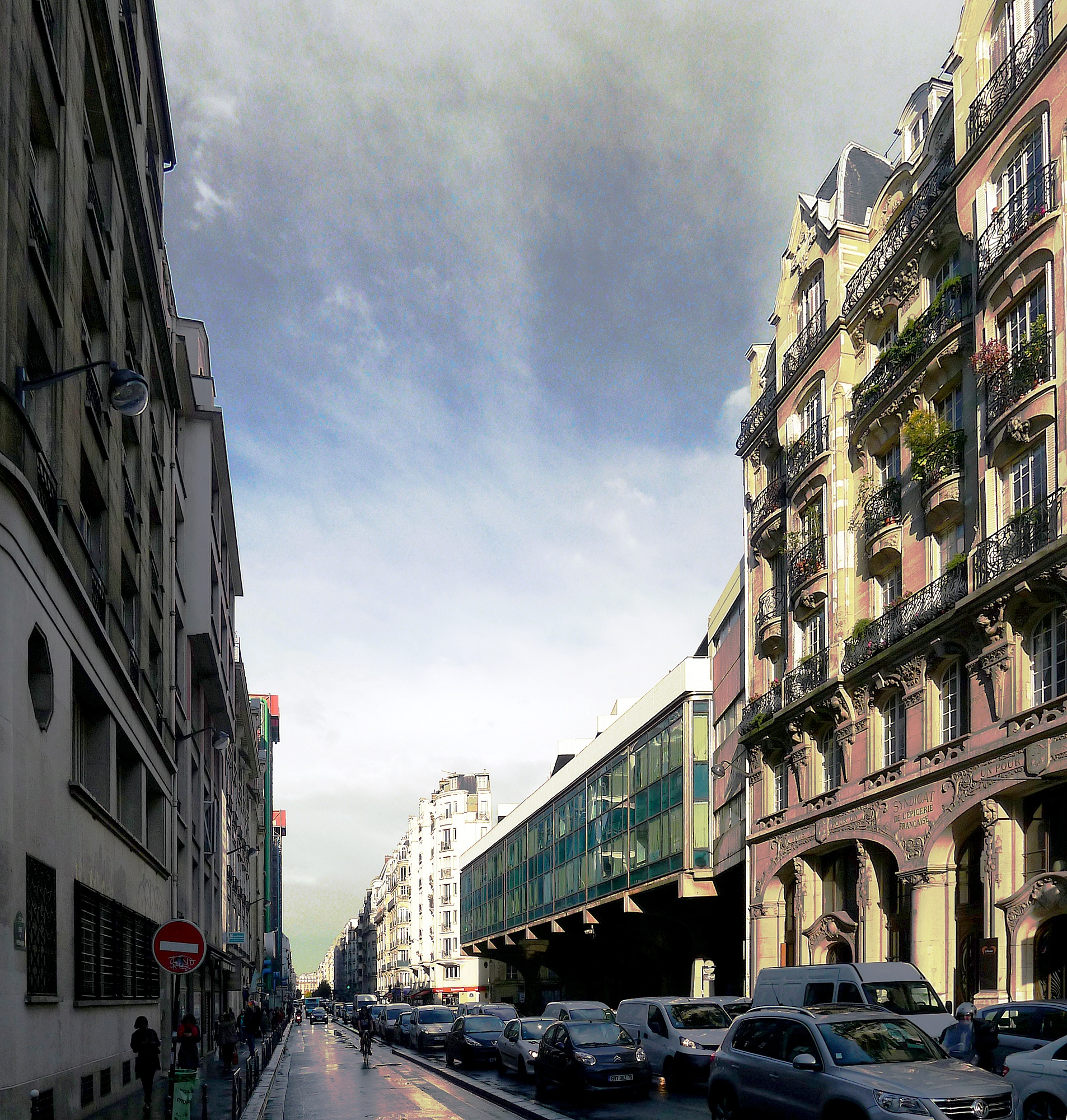
Sicht Richtung Rue Beaubourg